# Sarda sarda
Pour les articles homonymes, voir Bonite, Pélamide et Sarda (homonymie).
Espèce
Statut de conservation UICN

 LC  : Préoccupation mineure

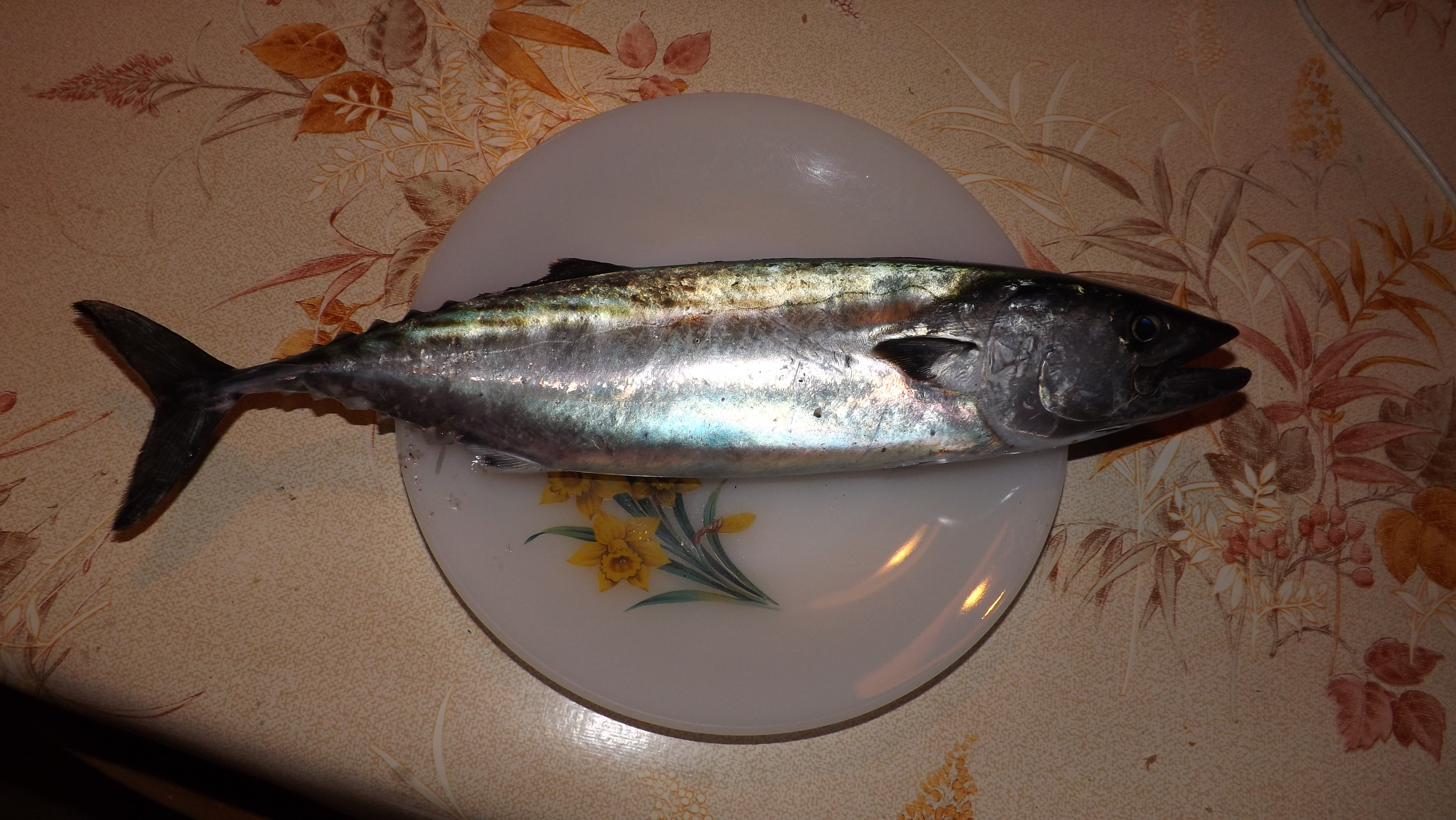

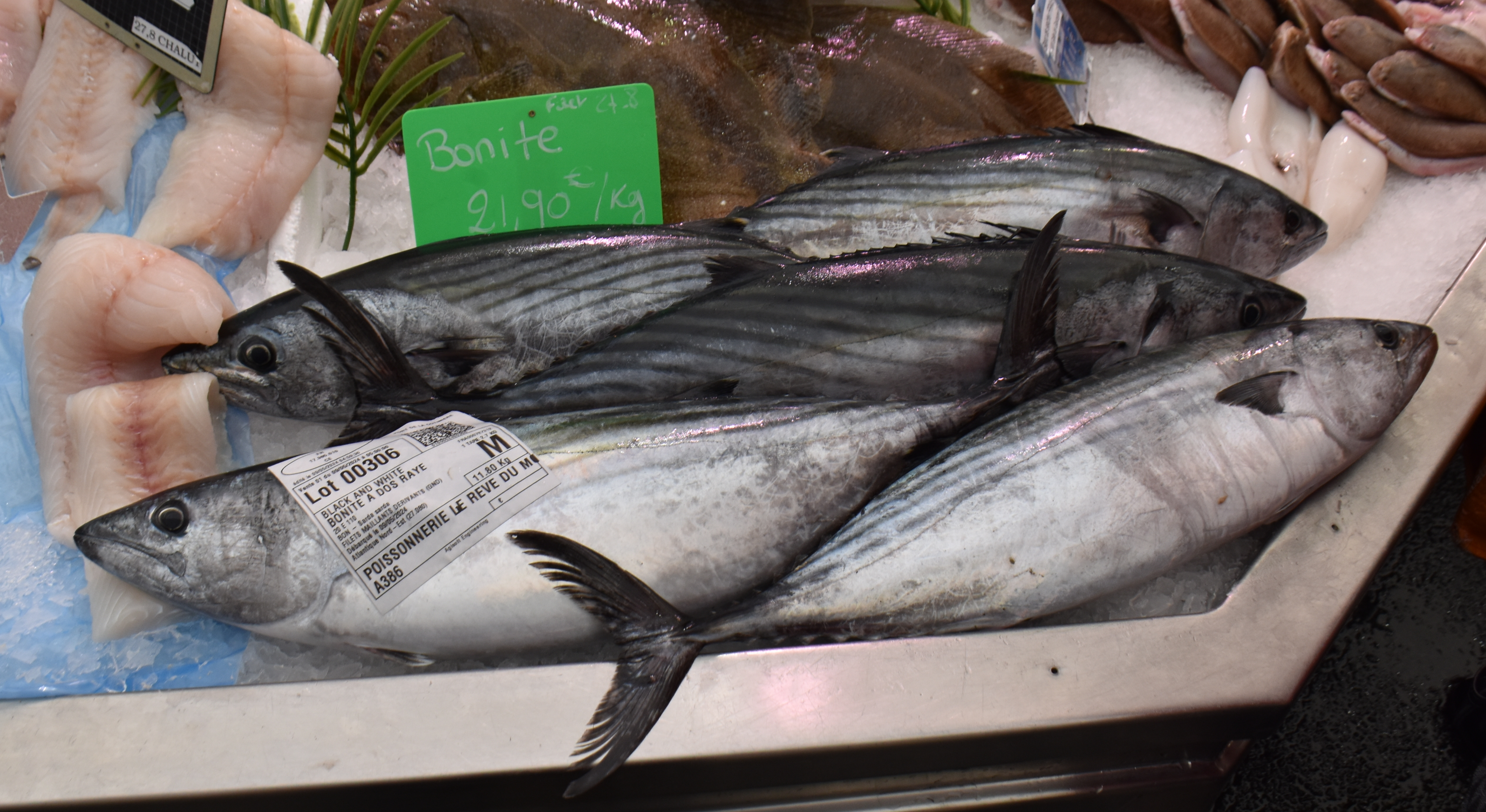
Bonites à dos rayé sur l'étal d'un poissonnier.

La bonite à dos rayé (Sarda sarda), aussi appelée pélamide (du latin Pelamis, signifiant jeune thon), est un poisson de la famille des scombridés. C'est une bonite que l'on trouve de l'Atlantique à la mer Méditerranée et la mer Noire.
Au Cinquième Jour (v. 263) de La Sepmaine, Guillaume de Saluste Du Bartas parle de « l'Abydoise Amie », car ce poisson (Bonite à dos rayé, Sarda sarda) était très estimé dans la région d'Abydos.